# Anjanette Kirkland
Anjanette Kirkland (Pineville, Luisiana, 24 de fevereiro de 1974) é uma antiga atleta norte-americana, especialista em corridas de barreiras altas. Foi campeã mundial indoor de 2001, em Lisboa e, no mesmo ano, campeã mundial ao ar livre de 100 metros com barreiras.
Apesar de ser uma das quinze melhores atletas de sempre em 100 m barreiras, Kirkland nunca teve oportunidade de participar em Jogos Olímpicos.

## Recordes pessoais

### Outdoor
- 100 metros com barreiras - 12.42 s (Edmonton, 11-08-2001)

### Indoor
- 50 metros com barreiras - 6.83 s (Liévin, 25-02-2001)
- 60 metros com barreiras - 7.85 s (Lisboa, 09-03-2001)